# Montagna cosmica

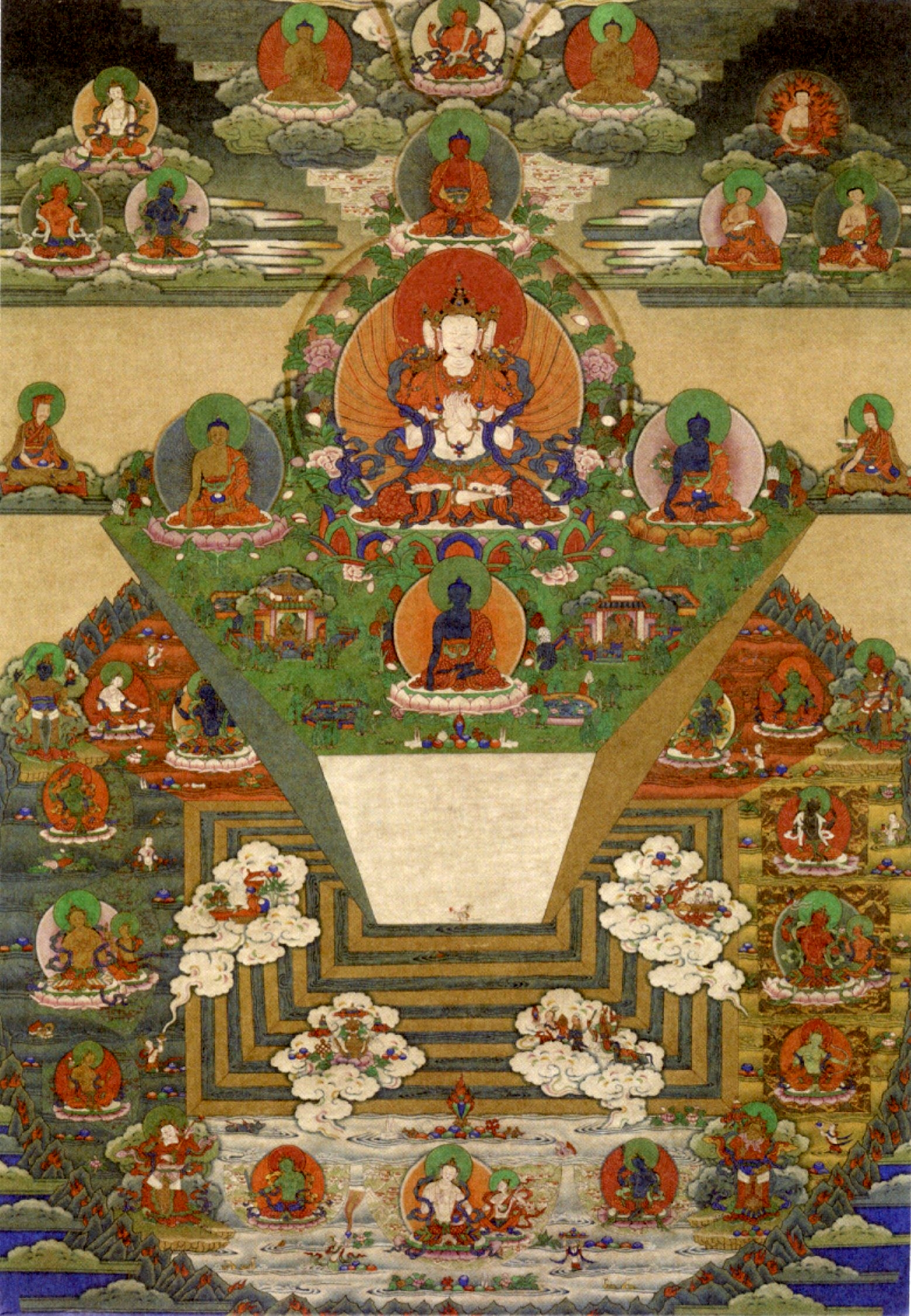
Thangka bhutanese del XIX secolo raffigurante il Monte Meru e l'universo buddhista

Montagna cosmica è l'espressione attraverso la quale gli storici delle religioni designano quelle montagne, spesso mitiche, che nelle religioni e nelle loro rispettive mitologie vanno ad assumere il ruolo di Axis Mundi, centro e spesso pilastro del mondo e luogo di unione del Cielo con la Terra, e talvolta anche con gli inferi, quindi luogo della sua stabilità e da cui si dipartono le direzioni cardinali.

## Mitologia induista e buddhista
Una dei più importanti e rappresentativi esempi di montagna cosmica è il Monte Meru, montagna sacra della mitologia induista e buddhista. Secondo la cosmologia induista i continenti si propagano a forma di fiore di loto a partire dalla base del monte Meru e al di là di essi vi sono i mari, che formano sette cerchi e i continenti circolari dell'universo più ampio. Al di sopra del monte brilla la stella polare, mentre quotidianamente il sole guida il suo carro attorno alla montagna.
Il monte Meru, profondamente radicato nel mondo sotterraneo, si erge al centro del mondo fino al cielo, come il calice dei semi del loto, dove si distende per ospitare le città di tutti gli dei. Secondo i testi Purāṇa il monte è infatti più ampio sulla sommità che alla base, rispecchiando così la concezione politeistica di ospitare sulla sommità molte divinità.
Il Gange celeste, nella sua discesa verso terra, tocca per prima cosa la cima di Meru e poi si divide in quattro fiumi che corrono nelle quattro direzioni cardinali per irrigare la terra. Come centro del cerchio del mondo, o maṇḍala, il monte Meru viene raffigurato simbolicamente in molti templi induisti, per i quali la montagna è il prototipo architettonico. 